# Tripoli, Grecia
Tripoli (greacă Τρίπολη) este un oraș în Peloponez, Grecia și capitala prefecturii Arcadia.